# دراب (جور)
دراب یک روستا در ایران است که در دهستان جور شهرستان کوهبنان در استان کرمان واقع شده‌است. دراب ۲۴ نفر جمعیت دارد.

## جمعیت
این روستا در بخش مرکزی شهرستان کوهبنان قرار دارد و براساس سرشماری مرکز آمار ایران در سال ۱۳۸۵، جمعیت آن ۲۴ نفر (۵ خانوار) بوده‌است.